# 林千又
林千又（1992年11月17日—），臺灣女藝人。

## 個人生活
2015年，林千又與納豆被周刊拍而曝光戀情。2016年兩人分手。

## 爭議
2015年10月1日，林千又前往台北市五十岚冷飲店購買珍珠奶茶，途中與店員發生衝突。事後她在個人臉書（非粉絲專頁）發文，聲稱她只是詢問哪種茶品的咖啡因含量最少，但店員回應的口氣很差且對她翻白眼；文內更意有所指地提及領22K一事
。事件經網路媒體報導後即引發網友熱議，起初多數網友不滿林千又對青年低薪敏感議題的態度，她亦與網友在網路上對嗆，並聲稱不會道歉。隔日該事件持續延燒，有網友轉貼與她發生衝突的店員澄清留言，表示當時確實出現溝通不良，但林千又態度先轉為惡劣，店員道歉了五次，最後林千又仍對其嗆聲「沒救了」。愈來愈多網友對林千又的後續態度表示反感，並質疑她的行徑一如典型的奧客，自己有錯在先卻濫用其名人優勢發表不符事實的言論。後來其現任男友納豆表示，願代替林千又的衝動發言對外界表示歉意，甚至連其前男友高廷宇稍早也在他自己的臉書粉絲專頁上表態袒護林千又，但這些反應並未讓網友領情。林千又疑難以承受網友蜂擁的嗆聲留言，已於10月2日多次刪除其臉書粉絲專頁貼文，最後關閉該粉絲專頁。

## 主持作品
- 國光幫幫忙－助理主持

## 演出作品
- 全民最大黨－演員

### MV
- 林宥嘉－《大小說家》－勉強幸福

## 外部連結
- 千又 Demi Love Lin Club的Facebook專頁
- 林千又的Instagram帳戶